# Крістен Кіт
Крістен Кіт (англ. Kristen Kit; нар. 18 серпня 1988) — канадська веслувальниця, олімпійська чемпіонка 2020 року.

## Виступи на Олімпіадах
| Олімпіада  | Дисципліна | Місце |
| ---------- | ---------- | ----- |
| Токіо 2020 | вісімки    | 1     |
| Париж 2024 | вісімки    | 2     |

## Особисте життя
Кіт має українське походження. Її дід народився в Україні, а батьки бабусі були українцями. Сама ж Кіт виросла в українській громаді в Сент-Кетерінс, відвідувала Українську католицьку церкву Св. Кирила і Мефодія та займалася українськими народними танцями.